# Lijst van afleveringen van The Mick
Dit is een lijst van afleveringen van de sitcom The Mick.

## Seizoen 1
| Nr. serie | Nr. seizoen | Titel van aflevering | Regisseur       | Schrijver                                             | Uitzenddatum                   |  |
| --- | ----------- | -------------------- | --------------- | ----------------------------------------------------- | ------------------------------ |  |
| 1 | 1           | "Pilot"              | Randall Einhorn | Dave Chernin & John Chernin                           | 1 januari 2017                 |  |
| De onverantwoorde Mickey Molng bezoekt haar vervreemde zus Pamela. Pamela is getrouwd met de rijke Christopher. Tijdens dit bezoek worden Pamela en Christopher opgepakt door de FBI voor een verhoor op verdenking van fraude en belastingontduiking. Pamela vraagt Mickey om tijdelijk op hun kinderen Sabrina, Chip en Ben te passen. Mickey heeft al snel een dispuut met Sabrina, de buurvrouw geeft slecht advies aan Chip en Ben heeft een allergische reactie. Mickey besluit dat ze niet geschikt is om kinderen op te voeden, maar dan krijgt ze telefoon van Pamela met de melding dat zij en haar man het land ontvluchten en de kinderen achterlaten. |             |                      |                 |                                                       |                                |  |
| 2 | 2           | "The Grandparents"   | Randall Einhorn | Dave Chernin & John Chernin                           | 3 januari 2017                 |  |
| Mickey heeft een oplossing gevonden. Ze stelt de moeder van Christopher aan als voogd voor de kinderen zodat ze zelf terug naar Rhode Island kan. Eenmaal daar blijkt dat haar huisgenoot Jimmy in conflict ligt met een geldlener en hij het huis moet verlaten. Daardoor zijn Mickey en Jimmy genoodzaakt om een nieuwe woonst te zoeken. De enige oplossing is om te verhuizen naar het huis van Pamela en Christopher. |             |                      |                 |                                                       |                                |  |
| 3 | 3           | "The Buffer"         | Todd Biermann   | Laura Chinn                                           | 10 januari 2017                |  |
| Sabrina heeft een relatie met de veel oudere Kai. Mickey achterhaalt dat het koppel geen voorbehoedsmiddelen willen gebruiken. Mickey en huishoudster Alba zetten een complot op: ze laten Sabrina ipecac drinken en kopen een namaak-predictor die sowieso zal aangeven dat Sabrina zwanger is. In tegenstelling tot verwacht zijn Sabrina en Kai in de wolken en vraagt hij haar prompt ten huwelijk. Na een gesprek met Jimmy is Chip er zeker van: hij wil nooit kinderen en wil een vasectomie laten uitvoeren. Verder wil hij een meisje op school imponeren, maar dat loopt af met een pijnlijke trap in zijn scrotum. |             |                      |                 |                                                       |                                |  |
| 4 | 4           | "The Balloon"        | Randall Einhorn | Scott Marder                                          | 15 januari 2017                |  |
| Mickey en de rest van de familie zijn de verjaardag van Ben vergeten. Jimmy huurt op het laatste ogenblik een clown in, maar dit blijkt een junkie te zijn. Sabrina en Chip huren een pony, maar de rit eindigt in een nachtmerrie. |             |                      |                 |                                                       |                                |  |
| 5 | 5           | "The Fire"           | Kat Coiro       | Brian Keith Etheridge and Dave Chernin & John Chernin | 17 januari 2017                |  |
| Ben doet vreemd en zegt dat zijn gedrag te wijten is aan zijn imaginaire vriend. Daarom spendeert Chip meer tijd met zijn jongere broer. Mickey en Sabrina veroorzaken met hun sigaretten een brand in het tuinhuis van de buren. Ze veinzen dat Ben iets heeft gedaan dat de brand in gang heeft gezet. |             |                      |                 |                                                       |                                |  |
| 6 | 6           | "The Master"         | Iain MacDonald  | Harper Dill                                           | 24 januari 2017                |  |
| Mickey wordt verliefd op de rijke Teddy Grant wat wederzijds blijkt te zijn. Hij nodigt haar uit op zijn jacht. Naast het feit dat Mickey er te dronken wordt, heeft ze ook last van zeeziekte. Chip en Sabrina hebben ruzie over de immens grote slaapkamer van hun ouders. Sabrina wil deze innemen, maar Chip wil deze ongemoeid laten tot wanneer hun ouders terug thuis zijn. Alba past op Ben en zet een kindertelevisieprogramma op, maar omdat ze een verkeerd kanaal selecteert, ziet hij een horrorfilm. |             |                      |                 |                                                       |                                |  |
| 7 | 7           | "The Country Club"   | Randall Einhorn | Christine Nangle                                      | 31 januari 2017                |  |
| De financieel adviseur van de familie Pemberton heeft nog steeds geen nieuws over de vermeende fraude van Pamela en Christopher. Een reporter van een boulevardblad schrijft een negatief artikel over de familie Pemberton. Omwille van dat bericht wordt Chip gedepromoveerd in een golfwedstrijd en herbeleeft Sabrina een beschamend moment uit haar kinderjaren. |             |                      |                 |                                                       |                                |  |
| 8 | 8           | "The Snitch"         | Randall Einhorn | Scott MacArthur                                       | 7 februari 2017                |  |
| De spelers van het lacrosse-schoolteam ontvangen na een goede wedstrijd van hun aanvoerder steeds een naaktfoto. Wanneer de directeur Chip betrapt in de douches terwijl hij naar zulke foto kijkt - waarvan het gezicht op de foto ontbreekt -, moet hij beslissen of hij de waarheid vertelt hoe hij in bezit komt van dergelijke foto's. Mickey is van mening dat Chip zijn aanvoerder en zijn team niet mag verraden, maar dan achterhaalt Chip wie de dame op de foto in werkelijkheid is. |             |                      |                 |                                                       |                                |  |
| 9 | 9           | "The Mess"           | Geeta V. Patel  | Lindsay Golder                                        | 14 februari 2017               |  |
| Mickey is niet verbaasd wanneer Sabrina en Chip niet naar haar bevelen luisteren, maar ze is wel ontzet wanneer blijkt dat Sabrina en Chip ook Ben opjutten om haar te negeren. Ze wil dat de kinderen haar respecteren en maakt hen duidelijk dat ze taken moeten uitvoeren als ze naar het feestje van Sabrina's vriend willen gaan. |             |                      |                 |                                                       |                                |  |
| 10 | 10          | "The Baggage"        | Matt Sohn       | Scott Marder                                          | February 21, 2017 (2017-02-21) |  |
| Mickey heeft een relatie met Dante, maar verzwijgt dat ze voogd is van drie kinderen. Wanneer dit toch uitkomt, blijkt dat Dante goed overweg kan met de kinderen. Alba ontdekt dat Ben zijn konijn dood is en verwisselt het met een identiek exemplaar. Dante is van mening dat "praten over de dood en het al dan niet bestaan van reïncarnatie" behoort tot de opvoeding en dat dit het moment was om er het met Ben over te hebben. |             |                      |                 |                                                       |                                |  |
| 11 | 11          | "The New Girl"       | Randall Einhorn | Brian Keith Etheridge                                 | 28 februari 2017               |  |
| Nadat de schooldirecteur aanmaant dat Ben meer tijd moet besteden aan zijn studies omdat hij achter op schema zit, haalt Mickey hem prompt van school. De enige twee scholen waar nog leerlingen terecht kunnen, is een openbare school zo'n 25 kilometer verder en de exclusieve meisjesschool enkele honderden meters verder. Vandaar dat Mickey beslist dat Ben zich moet voordoen als transgender en met een meisjesuniform naar die school gaat. Verder is Mickey ook van mening dat de kinderen enkel de Amerikaanse cultuur kennen en vraagt ze Alba om met hen te praten over haar cultuur. |             |                      |                 |                                                       |                                |  |
| 12 | 12          | "The Wolf"           | Randall Einhorn | Mehar Sethi                                           | 21 maart 2017                  |  |
| Chip heeft een grote som geld overgemaakt aan Yulia, een Oost-Europees meisje dat naar Amerika wil komen om met hem een relatie op te bouwen. Mickey is er zeker van dat Chip werd opgelicht en geeft hem enkele levenslessen. Kai trekt meer en meer op met Jimmy waardoor Sabrina vreest dat Kai voor de rest van zijn leven ook een nietsnut zal zijn. |             |                      |                 |                                                       |                                |  |
| 13 | 13          | "The Bully"          | Kat Coiro       | Nancy M. Pimental                                     | 28 maart 2017                  |  |
| Sabrina heeft last van cyber-pesterijen. Op advies van Mickey gaat Sabrina in tegenaanval, maar dat maakt alles alleen nog erger. Jimmy heeft tandpijn, maar wil niet naar de tandarts omdat hij geen verzekering heeft. Samen met Chip en Ben zet hij een plan op om de pijnlijke tand zelf te trekken. |             |                      |                 |                                                       |                                |  |
| 14 | 14          | "The Heater"         | Randall Einhorn | Scott Marder                                          | 4 april 2017                   |  |
| Als schooltaak heeft Ben een diorama van het zonnestelsel moeten maken. Mickey merkt op dat de planeten gemaakt zijn van poker chips. Volgens Ben zijn er in het huis nog talloze van dergelijke fiches verborgen. Mickey gaat op zoek en vindt inderdaad een aantal fiches. Haar gokverslaving komt naar boven en het duurt dan ook niet lang eer ze in het casino belandt. Alba reist haar achterna om haar uit het casino te halen, maar geraakt zelf verslaafd aan de gokspelen. Terwijl Sabrina, Chip en Jimmy ruziën wie nu het gezag heeft, neemt Ben de bus naar het casino om Alba en Mickey op te halen. |             |                      |                 |                                                       |                                |  |
| 15 | 15          | "The Sleepover"      | Silver Tree     | Dominic Dierkes & Christian Lander                    | 11 april 2017                  |  |
| Chip zijn hoop om populair te worden op school stijgt zienderogen nadat hij bevriend geraakt met Dylan, een van de meest populaire jongens van zijn school. Echter gebruikt Dylan Chip om het te kunnen uitmaken met zijn vriendin. |             |                      |                 |                                                       |                                |  |
| 16 | 16          | "The Implant"        | Richie Keen     | Dave Chernin & John Chernin                           | 25 april 2017                  |  |
| Sabrina beweert dat haar moeder had beloofd dat ze borstimplantaten krijgt op haar achttiende verjaardag. Hoewel ze dit nog niet is, wil ze dat cadeau nu reeds hebben. Mickey neemt haar mee naar een plastisch chirurg enkel om dergelijke implantaten in haar beha te dragen zodat ze voelt hoe "zulke dikke borsten" haar leven zullen beïnvloeden. Tijdens dit bezoek breken ze een zeer duur implantaat. Jimmy neemt Chip en Ben mee naar een wedstrijd van de New England Patriots, maar komen terecht in een gevecht tegen de supporters van Green Bay Packers. |             |                      |                 |                                                       |                                |  |
| 17 | 17          | "The Intruder"       | Matt Sohn       | Mehar Sethi                                           | 2 mei 2017                     |  |
| Er wordt ingebroken in het huis van de Pembertons waarbij Jimmy een kogel in zijn lijf krijgt. De inbrekers blijken Christopher en Pamela te zijn. Jimmy wordt in zijn ziekenhuisbed gearresteerd omwille van heel wat openstaande boetes dewelke hem een gevangenisstraf kunnen bezorgen indien deze niet worden betaald. In ruil voor zijn eigen vrijheid, vertelt hij waar Christopher en Pamela te vinden zijn, waarbij hij valse informatie geeft. Pamela vindt dat Alba zich niet meer gedraagt als de onderdanige meid en eist dat ze die rol opnieuw aanneemt. Alba neemt prompt ontslag en gaat ook naar de politie om Pamela en Christopher aan te geven. De politie doet een inval net op het ogenblik Pamela een Christopher bekent dat hij niet de natuurlijke vader is van Chip. Daarbij komt dat Ben zijn kamer in brand heeft gestoken waardoor het huis niet veel later volledig in lichterlaaie staat. |             |                      |                 |                                                       |                                |  |

## Seizoen 2
| Nr. serie | Nr. seizoen | Titel van aflevering | Regisseur        | Schrijver                      | Uitzenddatum      |  |
| --- | ----------- | -------------------- | ---------------- | ------------------------------ | ----------------- |  |
| 18 | 1           | "The Hotel"          | Richie Keen      | Dave Chernin & John Chernin    | 26 september 2017 |  |
| Omdat het huis grotendeels is afgebrand, verhuist de familie Pemberton naar een zeer duur hotel. Barry, hun financieel adviseur, laat de bankrekeningen gedeeltelijk blokkeren zodat de familie genoodzaakt is om naar een goedkoper hotel te verhuizen. Mickey en Sabrina trachten Barry te chanteren met bezwarende foto's van hem, maar dit plan mislukt. Uiteindelijk is de familie genoodzaakt naar het afgebrande huis terug te keren. Chip heeft een probleem, maar durft er met niemand over praten, ook niet met Jimmy die hem onder zijn hoede heeft genomen. Ben voert een excorcisme uit op de alcoholverslaafde Alba omdat hij denkt dat haar alcoholisme te wijten is aan een demon die haar bezit. |             |                      |                  |                                |                   |  |
| 19 | 2           | "The Friend"         | Matt Sohn        | Heather Flanders               | 3 oktober 2017    |  |
| Micky ontmoet op de fitness Trish en ze worden al snel vrienden. Wanneer Trish Jimmy ontmoet, wordt al snel duidelijk dat ze een relatie wel zien zitten. Mickey is verrast wanneer ze ontdekt dat ze jaloers is op deze relatie. Wanneer Mickey een ernstig bloedverlies heeft, wordt Trish haar bloeddonor. Chip wordt gebeten door een eekhoorn en krijgt hondsdolheid. |             |                      |                  |                                |                   |  |
| 20 | 3           | "The Visit"          | Kat Coiro        | Scott Marder                   | 10 oktober 2017   |  |
| Terwijl Sabrina en Mickey Pamela bezoeken in de gevangenis, brengen Jimmy, Chip en Ben een bezoek aan Christopher. Er ontstaat ruzie tussen Mickey en Pamela. Ben, Chip en Jimmy vernemen dat Christopher door zijn celgenoot Ziggy wordt mishandeld. Ben heeft hierover een gesprek met enkele andere gevangenen die op hun beurt Ziggy doodsteken. Christopher laat nu ook uitschijnen dat Chip inderdaad niet zijn biologische zoon is. |             |                      |                  |                                |                   |  |
| 21 | 4           | "The Haunted House"  | Matt Sohn        | Scott MacArthur                | 17 oktober 2017   |  |
| Mickey en Jimmy maken hun voorbereidingen voor Halloween. Hun geplande grappen draaien niet uit zoals gepland. Mickey moet een werkstraf uitvoeren bij de politie nadat ze een agent buiten westen sloeg. Omdat Sabrina geen afspraakje heeft met de jongen waarop ze hoopte, maakt ze hem zwart tijdens een feestje. Ben eet te veel snoep en braakt op electriciteitskabels waarop een grote kortsluiting ontstaat. |             |                      |                  |                                |                   |  |
| 22 | 5           | "The Invention"      | Rebecca Asher    | Matthew Libman & Daniel Libman | 7 november 2017   |  |
| Mickey achterhaalt dat Ben al langere tijd pillen neemt tegen ADHD. Zij wil dat Ben volledig stopt met deze medicatie. Ben heeft geen inspiratie wat te maken voor de uitvinderstentoonstelling van zijn school. Omdat ook Alba en Mickey geen idee hebben, vernielen ze alle ontwerpen. Chip zijn vriendenclubje "The Acorn Boys Club" - dat hij oprichtte toen hij tien jaar was - wil niet langer "kinderspelletjes" spelen. Vandaar dat Jimmy een kruisboog meebrengt naar de volgende bijeenkomst, maar daarbij doorboort hij met een pijl de schouder van een lid. |             |                      |                  |                                |                   |  |
| 23 | 6           | "The Matriarch"      | Kat Coiro        | Eric Falconer                  | 14 november 2017  |  |
| Mickey, Jimmy en de kinderen gaan naar het verjaardagsfeest van hun honderdjarige overgrootmoeder Rita. Rita denkt echter dat Mickey haar vriendin Helen is en Jimmy diens mentaal gehandicapte zoon Dipsy. Jimmy en Sabrina ruziën over iemand van het huispersoneel: hij wil bevriend worden met deze man, maar zij wil hem als "huisslaaf". Ben en Alba geraken verloren in het labyrint. Mickey ontdekt dat Rita lesbisch is en een geheime relatie had met Helen. Nadat Rita sterft in een bizar ongeval, blijkt dat Mickey er mag blijven wonen. |             |                      |                  |                                |                   |  |
| 24 | 7           | "The Homecoming"     | Richie Keen      | Rob Rosell                     | 21 november 2017  |  |
| Jimmy gaat naar zijn oude middelbare school om een prijs in ontvangst te nemen omdat hij destijds de ster was van het baseball team. Daar verneemt hij dat hij door toedoen van Mickey een letsel opliep waardoor hij geen professionele speler kon worden. Hij bezat zich en steekt vuurwerk af waarbij hij een scholier verwondt. Deze scholier blijkt momenteel de beste speler van het schoolteam te zijn die zelfs op het punt staat om het record van Jimmy te verbreken. Chip belt de politie omdat zijn schoenen tijdens een wandeling zijn gestolen. De daders blijken kinderen te zijn, maar desondanks worden ze gearresteerd omdat ze in het geniep foto's hebben genomen van Sabrina.                |             |                      |                  |                                |                   |  |
| 25 | 8           | "The Teacher"        | Eva Longoria     | Lindsay Golder                 | 28 november 2017  |  |
| . |             |                      |                  |                                |                   |  |
| 26 | 9           | "The Divorce"        | Matt Sohn        | Dominic Dierkes                | 5 december 5      |  |
| ... |             |                      |                  |                                |                   |  |
| 27 | 10          | "The Climb"          | Amy York Rubin   | Harper Dill                    | 2 januari 2018    |  |
| ... |             |                      |                  |                                |                   |  |
| 28 | 11          | "The Trip"           | Kat Coiro        | John Howell Harris             | 9 januari 2018    |  |
| ... |             |                      |                  |                                |                   |  |
| 29 | 12          | "The City"           | Eric Dean Seaton | Heather Flanders               | 16 januari 2018   |  |
| ... |             |                      |                  |                                |                   |  |
| 30 | 13          | "The Dump"           | Matt Sohn        | Laura Chinn                    | 23 januari 2018   |  |
| ... |             |                      |                  |                                |                   |  |
| 31 | 14          | "The Church"         | Matt Sohn        | Dominic Dierkes                | 6 februari 2018   |  |
| ... |             |                      |                  |                                |                   |  |
| 32 | 15          | "The Juice"          | Matt Sohn        | Eric Falconer                  | 27 februari 2018  |  |
| ... |             |                      |                  |                                |                   |  |
| 33 | 16          | "The Accident"       | Eric Dean Seaton | Daniel Libman & Matthew Libman | 6 maart 2018      |  |
| ... |             |                      |                  |                                |                   |  |
| 34 | 17          | "The Night Off"      | Eva Longoria     | Franklin Hardy                 | 13 maart 2018     |  |
| ... |             |                      |                  |                                |                   |  |
| 35 | 18          | "The Car"            | Michael McDonald | Scott Marder                   | 20 maart 2018     |  |
| ... |             |                      |                  |                                |                   |  |
| 36 | 19          | "The Dance"          | Dave Chernin     | Story by : Laura Chinn         | 27 maart 2018     |  |
| ... |             |                      |                  |                                |                   |  |
| 37 | 20          | "The Graduate"       | Matt Sohn        | Caroline Fox                   | 3 april 3 2018    |  |
| ... |             |                      |                  |                                |                   |  |